# Ерандаево
Еранда́ево (чув. Пилешлӗ Вар) — село в Кошкинском районе Самарской области. Входит в состав сельского поселения Большое Ермаково.

## География
Село находится на расстоянии примерно 18 км (по прямой) к северу от села Кошки, административного центра района.

### Часовой пояс
Село Ерандаево, как и вся Самарская область, находится в часовой зоне МСК+1. Смещение применяемого времени относительно UTC составляет +4:00.

## История
Основано в 1770-е годы выходцами из соседнего села Старое Максимкино. Первое название села – Рябиновый Овраг (чув. Пилешлӗ Вар) Современное название дано по имени местного старосты в XIX веке. До 1951 года — центр колхоза «Малалла».

## Население
| 2010 |
| ---- |
| 269  |

### Национальный состав
Согласно результатам переписи 2002 года, в национальной структуре населения чуваши составляли 91 % из 285 чел.